# Marc De Mesmaeker
Marc De Mesmaeker, né le 13 mai 1961  à Uccle, est policier et ancien gendarme belge, Commissaire général de la Police fédérale depuis le 15 juin 2018.

## Biographie
Dans les années 1980 il a étude à l'École royale militaire puis à l'École royale de gendarmerie. En 1983, il obtient une maîtrise en criminologie à l'université de Gand. Il a ensuite obtenu une maîtrise en droit à l'Université libre de Bruxelles. En 1991, il est diplômé avec la plus haute distinction de la VUB et reçoit le prix René Marcq.
Il a commencé sa carrière en tant que commandant de peloton d'infanterie au sein de l'escadron volant de la gendarmerie belge à Wilrijk, dans la province d'Anvers. 
Après la réforme des polices de Belgique et la dissolution de la Gendarmerie le 31 octobre 2011, il rejoint la police intégrée et, le 15 juin 2018, il succède à Catherine De Bolle en tant que Commissaire général de la Police fédérale.